# Ледник Джонса Хопкинса
Ледник Джонса Хопкинса (англ. Johns Hopkins Glacier) — ледник длиной 19 км, расположенный в национальном парке Глейшер-Бей в США на Аляске.
Ледник находится в 1,6 км к юго-западу от ледника Кларка и в 127 км к северо-западу от города Хуна. Это один из труднодоступных ледников в этой местности. Доступ к нему ограничивается доступом в залив Джонса Хопкинса.
Ледник Джонса Хопкинса начинается на восточном склоне горы Литуйя и горы Солсбери, и спускается на восток к заливу Джонса Хопкинса.
Имя ледник получил в 1893 году от Гарри Филдинга Рида в честь Университета Джонса Хопкинса.